# Be blues! – Ao ni nare
Be blues! – Ao ni nare (BE BLUES!〜青になれ〜?) è un manga shōnen scritto e disegnato da Motoyuki Tanaka. L'opera è pubblicata sul Weekly Shōnen Sunday di Shōgakukan dal 26 gennaio 2011, ed è stata raccolta in 43 volumi tankōbon ad aprile 2021.

## Trama
Ryuu Ichijou è un bambino con la passione per il calcio, è una giovane promessa del Giappone. Quello che ha davanti a lui si prospetta un radioso futuro di successi sportivi, infatti desidera approdare subito nel professionismo, gli viene anche fatta un'offerta da un club. Il destino però gli è avverso: un giorno di pioggia cade dalle scale, e purtroppo il suo corpo riporta varie fratture, non può più giocare a calcio, e dunque perde la possibilità di aderire in una squadra professionista. Ryuu non si arrende e dopo alcuni anni, avendo seguito un programma di fisioterapia riprende a giocare a calcio insieme al suo amico Yuuto, entrambi giocano nel club della loro scuola media, l'istituto Oorahigashi, purtroppo Ryuu non ha riacquistato la piena forma fisica e infatti durante il campionato perde la partita decisiva, quella contro la squadra dell'istituto Asakura, guidata dal suo capitano, il fortissimo portiere Kenta Watanabe.
Ryuu e Yuuto si iscrivono al liceo Buso, ciò che vuole Ryuu è riaffermarsi come giovane campione sfruttando i campionati liceali come trampolino di lancio della sua carriera, inoltre anche Watanabe si iscrive al Buso, la cui squadra di calcio è rinomata per essere tra le più forti del paese. Ryuu, Yuto e Watanabe si rendono conto che l'ambiente calcistico al Buso è molto competitivo, tanto che devono combattere duramente per ottenere una posizione tra i titolari.

## Personaggi

### Buso
Ryuu Ichijou - Giovane stella nascente del calcio fin da bambino ai tempi dei campionati juniores si rivelò il migliore tra i suoi coetanei, venne nominato MVP, persino l'Urawa Red Diamonds gli fece un'offerta per entrare nella loro sezione giovanile. Il suo sogno è quello di poter giocare con la maglia della nazionale giapponese. Un incidente, dovuto a una brutta caduta da una gradinata, ha distrutto le sue possibilità di entrare nel professionismo prematuramente, infatti ha riportato vari infortuni. Animato dalla sua inesauribile voglia di combattere, ritorna a giocare dopo alcuni anni di fisioterapia prendendo parte ai campionati delle scuole medie, ma con poco successo non avendo recuperato pienamente la sua forma fisica. Per recuperare il pieno controllo della sua tecnica di gioco per un po' di tempo pratica il futsal, iscrivendosi poi al liceo Buso della prefettura di Saitama. Con duro lavoro diventa un titolare del club di calcio già da matricola. Il suo gioco si basa sulla velocità nel tagliare in area di rigore avversaria, è un attaccante di movimento, oltre a essere pure un bravo assist-man, il suo tiro è molto preciso, sa come calciare delle buone palle curve, ciò gli vale la capacità di insaccare la rete con i suoi calci di punizione. Ha l'abitudine di pianificare sempre le cose. Riscuote molto successo con le ragazze.
Yuuto Oume - Lui e Ryuu sono da sempre grandi amici, fin dall'infanzia, legati dall'amore per il calcio, sebbene Yuuto non sia mai stato capace di competere sullo stesso livello dell'amico. Le fratture al corpo che hanno posticipato l'ascesa al successo sportivo di Ryuu, egli se le è procurare per salvare Yuuto, infatti era caduto per le scale proprio per impedire che un'auto investisse Yuuto, quest'ultimo è stato preda del rimorso, ma una volta che Ryuu si ristabilisce, Yuuto decide di continuare a giocare con lui per aiutarlo nella sua conquista al successo nel mondo del calcio, infatti si iscrive pure lui al liceo Buso. Ragazzo timido e insicuro, gli piacciono le ragazze ma per via della sua indole impacciata fatica a comportarsi con disinvoltura, specialmente quando si sente intimorito da ragazze molto belle.
Kenta Watanabe - Gioca come portiere, lui e Ryuu sono rivali fin da bambini, Watanabe è l'unico portiere che nei campionati delle scuole medie era capace di tenere testa a Ryuu, è talmente bravo da poter anche parare un rigore, oltre a saper sfruttare bene l'aiuto degli altri difensori in modo da evitare mosse avventate, inoltre è capace di tuffarsi con decisione anche negli angoli più disagevoli così da parare anche i tiri più insidiosi. Contrariamente a Ryuu, Yuuto, Sakuraba e Yazama, lui è stato il primo che come matricola del liceo Buso ha ottenuto subito la promozione nella rosa titolare del club di calcio.
Takumi Sakuraba - Lui e Ryuu sono rivali fin da bambini, è un giocatore talentuoso, eccelle soprattutto nel dribbling, caratterialmente lui e Ryuu sono molto diversi, infatti Sakuraba è un ragazzo provocativo, rabbioso e a volte anche manesco, fatica a contenere la collera, cosa che viene messa in evidenza le rare volte in cui cerca di controllarla. Raccoglie sempre le provocazioni, persino Ryuu, che è per natura una persona tranquilla e disciplinata, a volte finisce col litigare con lui in maniera accesa; in ogni caso Sakuraba e Ryuu sono la coppia vincente del Buso.
Kazunari Yazawa - Si è trasferito dalla prefettura di Kanagawa, è un ragazzo orgoglioso, ciò lo porta a provare sempre una cieca invidia nei confronti di giocatori che si rivelano più forti e preparati di lui, questo aspetto del suo carattere lo porta da subito a provare un po' di antipatia per Ryuu, davanti all'evidente superiorità di quest'ultimo.
Leon  Tachibana - Gioca nella nazionale giapponese Under-17, è un ragazzo sicuro di sé, quando guarda i suoi compagni giocare li valuta con la più assoluta obiettività, per lui non ha tanta importanza il talento individuale di un giocatore, quanto la sua capacità di adattare il suo gioco a quello del resto della squadra. Per rubare palla all'avversario usa interventi molto decisi.
Ringo Hoshi - È il capitano della squadra, ricopre la posizione di difensore, in campo impartisce istruzioni con animosità, si muove bene in campo, oltre a studiare con attenzione le dimamiche offensive dei suoi avversari. Quando lascia la squadra Muzushima prende il suo posto.
Joji Shimazu - Ragazzo pieno di grinta e voglia di combattere, è insofferente nei riguardi dei compagni quando nota in loro mancanza di impegno. Shimazi non fa distinzioni tra matricole o studenti più anziani, per lui è fondamentale che chiunque metta determinazione allo scopo di emergere in squadra. Si scalda facilmente, e non tollera comportamenti antisportivi in campo. Tradisce una certa invidia nei confronti di Ryuu per via dell'attrattiva che egli esercita sulle ragazze.
Yutaka Kume - Di ruolo è un portiere, effettivamente prima dell'ingresso di Watanabe in squadra era lui il titolare, ma quest'ultimo pur essendo più giovane di lui di due anni prende velocemente il suo posto in squadra. Va molto orgoglioso dei suoi addominali. In allenamento è abbastanza bravo ad arbitrare una partita.
Makoto Ryuuzaki - Ragazzo simpatico e amichevole, ammira i giocatori che sanno essere intraprendenti in partita. È molto alto e questo gli consente di intercettare abbastanza facilmente i cross avendo un ottimo slancio. Come lui stesso ha ammesso, la forza del suo corpo è praticamente l'unica qualità su cui può contare.
Ryota Tomosaka - Persona gentile, sul volto ha sempre un'espressione sorridente. Osserva le partite con attenzione, tanto da individuare subito le qualità di un giocatore oltre a interpretare bene le dinamiche della strategia di gioco. Abile nel mantenere il possesso palla e nel proteggerla, infatti anche quando è ben marcato sembra non subire la pressione avversaria agendo con calma e disinvoltura, purtroppo ha un fisico debole tanto che durante le partite si infortuna con facilità. Ha una sorella di nome Nanami.
Hiroshi Yamashita - Il suo ruolo è quello di difensore, ha una buona compatibilità di gioco con Tomosaka, al quale è affezionato, infatti benché giochi in difesa, Yamashita per via della buona intesa con Tomosaka (con il suo aiuto) è bravo anche a sovrapporsi in attacco. Si arrabbia molto facilmente.
Junichi Oda - È tra i giocatori più forti della squadra, la sua posizione è quella di attaccante, è molto legato alla sua squadra, da una parte rispetta Ryuu sebbene sia un po' invidioso del suo talento, infatti Oda pur essendo un ragazzo gentile sa essere competitivo e orgoglioso. Se lo ritiene necessario sa essere severo con i suoi compagni più giovani. Ha un fratello minore di nome Koji.
Tsuneaki Mizushima - Diventa il capitano della squadra dopo il ritiro di Hoshi, gli piace provocare scherzosamente i suoi compagni di squadra, principalmente Sakuraba. Lui stesso ammette di essere poco ambizioso riguardo al desiderio di conquistare successi sportivi, per questo sente che il suo ruolo è semplicemente quello di seguire e supportare i suoi compagni più determinati. Porta gli occhiali da vista, ma il più delle volte le lenti a contatto.
Hiroshi Abe - Gioica nella posizione di difensore, è una persona insicura che nutre poca fiducia nelle sue capacità, ma a dispetto di ciò è un buon atleta, infatti quando gioca in difesa si distingue per la sua capacità di marcare l'avversario in fase di corsa oltre che per la sua prestanza sul livello fisico e atletico.
Daisaku Kurobe - È l'allenatore della squadra, gestisce i propri giocatori con un approccio esigente e professionale, tiene moltissimo ai suoi giocatori. Ha una moglie e una figlia. Si ritira dal suo incarico affidandolo a Kovač, infatti Kurobe lascia Saitama per trasferirsi a Nagano per accudire i suoi genitori, in particolare il padre che è malato.
Mirko Kovač - È un uomo anziano, viene dalla penisola balcanica, ha un buon senso del calcio, sa parlare bene sei lingue, infatti oltre al serbo parla anche il giapponese, l'italiano, l'inglese, lo spagnolo e il tedesco. Nonostante l'età sa ancora giocare bene con il pallone. Da subito rimane colpito dal talento di Ryuu, imparando a conoscerlo meglio quando quest'ultimo era in riabilitazione, mentre Kovač assisteva la nipote Anna (giovane pattinatrice, anche lei in riabilitazione per un infortunio al ginocchio). L'ammirazione per Ryuu lo porta a seguire con attenzione il club di calcio del liceo Buso, tanto che accetta di diventarne l'allenatore quando gli viene offerto il lavoro.
Yuki Oume - È la sorella gemella di Yuuto, da bambina giocava a calcio con lui e Ryuu, all'inizio si presentava come un maschiaccio (tanto che lei e Yuuto erano due gocce d'acqua) ma nel periodo dell'adolescenza diventa una ragazza femminile e attraente. Quando entra nel liceo Buso si fa assumere nel club di calcio come manager. Quando si innervosisce diventa violenta. È innamorata di Ryuu.
Aiko Eto - Studentessa del liceo Buso, è una ragazza introversa e solitaria, i suoi genitori gestiscono un negozio di dolci. Fa subito amicizia con Kovač, entrambi legati dalla passione per le lingue straniere (Aiko parla molto bene l'inglese) ciò la porta a unirsi al club di calcio. Quando si apre con le persone si rivela una ragazza gentile, infatti col tempo si affeziona ai ragazzi della squadra, imparando anche a motivarli quando li vede in difficoltà. Prova dell'attrazione per Ryuu, da lui in parte ricambiata.
Kanako Sato - È a capo del gruppo di manager del club di calcio, tiene tanto ai membri della squadra, per lei è indispensabile avere un approccio professionale con gli atleti, è per questo che incoraggia sempre le manager più giovani ad astenersi dall'avere con loro un legame di tipo sentimentale.
Yoko Kubozuka - Fa parte del gruppo delle manager del club di calcio, tra di loro pare l'unica oltre a Yuki ad avere concrete nozioni sulla strategia di gioco, oltre a essere esuberante è una ragazza autoritaria e altezzosa, cosa che viene messa in evidenza quando le viene dato il permesso di intervenire negli allenamenti della squadra.

### Reds Youth
Giichi Ogimoto - È il capitano nonché il difensore più forte della squadra. È una persona socievole ed estroversa, ma dietro i suoi modi gentili si nasconde un carattere provocante. Gioca nella nazionale giapponese Under-20, il suo stile di gioco è associabile a quello di un calciatore adulto, la sua specialità è quella di marcare l'uomo, oltre a saper innescare bene azioni da contropiede.
Kuze Tatsuhiko - È l'attaccante più forte della squadra, per natura è una persona dal carattere affettuoso e affabile, pretende impegno dai suoi compagni di squadra, è ottimista e pieno di entusiasmo. Amico di Yuuto, Yuki e Ryuu dai tempi dell'infanzia, con quest'ultimo è legato da un rapporto di rivalità e affetto. Eccelle soprattutto nel ricevere i passaggi, merito del fatto che ha un ottimo senso della posizione e controllando la tempistica con cui reagire, ciò è facilitato dal fatto che è rapido e veloce nella corsa, inoltre ha un tocco di palla elegante.
Keigo Mitsuishi - Du ruolo è una mezzala, Tatsuhiko apprezza di lui l'abilità nell'eseguire gli assist attraverso le sue giocate sofisticate, per molto tempo il talento di Mitsuishi non è stato ben compreso, infatti le sue giocate non si adattavano agli schemi di gioco dei suoi compagni, ma solo perché Mitsuishi aveva un livello superiore al loro, che infatti non potevano reggere il passo con lui: Tatsuiko è stato il primo a trovare il giusto ritmo con il gioco di Mitsuishi. È una persona piuttosto insocievole.
Shinpei Adachi - Possiede un buon controllo di palla, unito a dei riflessi veloci, tanto che è capace di superare il suo avversario palla al piede con una tale semplicità da riuscire a smarcarsi nell'istante stesso in cui riceve il passaggio senza dare il tempo di reagire.
Akira Sumida -  Gioca principalmente in difesa, sia a centrocampo che indietreggiando nella propria area di rigore, ma non è molto abile nel rallentare l'attacco avversario, non sapendo anticipare le mosse dei rivali, inoltre non mostra affidabilità nemmeno nel costruire il gioco in attacco.
Hideki Muroya - Difensore dotato di buone capacità, abile nel marcare l'avversario, pur non essendo all'altezza del suo capitano Ogimoto, sebbene Muroya sappia essere d'aiuto alla difesa usando forza e rapidità, probabilmente è il difensore migliore della squadra dopo Ogimoto.
Yukio Akanishi - È un difensore, ha un temperamento decisamente arrogante, tanto che quando l'avversario attacca lui addirittura lo incoraggia ad affrontarlo dato che ha molta fiducia nella sua forza, non gli piace perdere nello scontro individuale. Quando lui e Sakuraba giocavano insieme, Akinishi non ha mai provato per lui molta simpatia.
Minoru Yamaguchi - Gioca a centrocampo, si concentra principalmente nel contribuire alla tattica difensiva cercando di essere di aiuto a Ogimoto, anche se non c'è termine di paragone con quest'ultimo, infatti come viene evidenziato da Ryuu, pur impegnandosi Yamaguchi non è capace di mettere pressione all'avversario come Ogimoto.
Gaku Hamoto - Si occupa principalmente di bloccare l'avanzata dell'attacco avversario, esercitando il blocco difensivo a centrocampo, il più delle volte fa da supporto quando lui e i suoi compagni si mettono a marcare in gruppo il giocatore avversario che ha il possesso della sfera.
Takashi Oohigashi - È uno degli attaccanti della squadra, ma le sue qualità come giocatore non sono molto ben definite dato che non lo si vede in azione, ciò è dovuto chiaramente al fatto che la squadra nelle strategie finalizzative si avvale principalmente di Tatsuhiko.
Tomohiro Oomori - È il portiere, possiede delle buone qualità, la sua specialità è quella di sbilanciarsi in avanti afferrando la palla, questo è merito dell'aiuto dei difensori che infatti con il loro gioco coeso fanno sì che le punte avversarie non sfruttuno bene i passaggi, in modo che Oomori recuperi facilmente le palle perse.

### Seiwadai
Shinobu Kobayakama - È il capitano della squadra di calcio del liceo Seiwadai, ritenuta tra le più forti di Saitama. È un ottimo regista, è bravo nel saper approntare gli schemi in attacco, inoltre è capace di segnare il gol forte della sua precisione di tiro, anche dalle distanze più lunghe, è un giocatore versatile che si rivela pericoloso anche quando marca il suo avversario diretto. Varie università gli hanno fatto delle offerte. Gioca con grinta e tenacia, cercando di tenere alto il morale della squadra, comunque con i suoi compagni preferisce essere una guida usando un approccio amichevole, rispetta sia i compagni che gli avversari. È molto legato a sua sorella maggiore Kaoru.
Koichi Hoshi - Lui e Yazawa frequentarono la stessa scuola elementare. Viene soprannominato Pochi (ポチ?) è un ragazzo volenteroso, usa lo stile di gioco del poacher egli coglie l'occasione per prendere la palla anche dove c'è una mischia di giocatori o sfruttando le opportunità e segnare il gol, specialmente quando è Kobayakama a creare occasioni con i suoi passaggi, Hoshi si muove esattamente quando Kobayakama esegue il passaggio, infatti per merito dell'imprevedibilità di Hoshi e dei perfetti passaggi di Kibayakama, loro due sono una combinazione insidiosa. Col tempo Hoshi acquisisce una tecnica di gioco più completa, imparando a sfruttare meglio il possesso palla e a reagire con più rapidità al gioco.
Yoroshiku Wanabe - In passato lui e Sakuraba giocavano a calcio insieme, Wanabe ha sempre provato avversione nei suoi confronti, infatti è sempre stato insofferente nei confronti del carattere indisciplinato di Sakuraba. Difensore di talento, possiede forza fisica e usa un gioco che si basa molto sulla veemenza, può rubare palla all'avversario e atterrarlo senza dargli il tempo di difendersi. Ha un carattere freddo, gli piace provocare i suoi avversari per i quali non mostra pietà, e gode nel sottometterli.
Kuroda - Di ruolo è un difensore, sebbene all'apparenza dia l'impressione di essere un giocatore audace e sicuro di sé, in realtà è una persona insicura, tra l'altro si lascia intimorire facilmente davanti a coloro che hanno una personalità forte e sopraffattrice, tanto che quando gioca con nervosismo le sue prestazione ne risentono notevolmente.
Shuno - È uno dei difensori più forti della squadra, la sua tecnica di gioco è aggressiva e veloce, abile nell'intralciare i movimenti dell'avversario, affronta il match con molta grinta, è un ragazzo dal carattere forte e combattivo, ma con i suoi compagni di squadra è apprensivo.
Totsukawa - Gioca in difesa, persona animata da una forte determinazione, infatti come lui stesso ammette, indipendentemente da quanto il suo avversario sia forte o preparato, per lui è ininfluente infatti è pronto a combattere senza tirarsi indietro. Possiede un buon atletismo.
Natsugawa - La sua posizione è quella di attaccante, come lui ha ammesso ciò che vorrebbe è diventare un calciatore professionista, ma è consapevole che Kobayakama è quello che più di tutti in squadra ha maggiori probabilità di riuscirci, tiene a lui così come il resto dei suoi compagni. Ha un debole per Kaoru.
Makihara - Gioca come centrocampista, ma è abile pure nel marcare stretto l'avversario in modo che anche quando la palla è in possesso degli avversari lui e i suoi compagni, facendo gruppo, impediscano alla squadra rivale lo scambio di passaggi veloci.
Edano - Il suo ruolo è quello di attaccante, anche se in verità non dà molto aiuto sul piano offensivo quando la squadra va in attacco, anche perché il Seiwadai nelle azioni vincenti sembra affidarsi unicamente a Kobayakama e Hoshi, sebbene Edano abbia dimostrato di essere abile nel proteggere il possesso palla anche quando e sotto pressione dalla marcatura avversaria.
Kurumaya - È un centrocampista, in linea con la tattica generale della squadra si concentra prevalentemente nel marcare i rivali così da intralciare il loro gioco offensivo, anche se non è un giocatore molto forte, non è abile nel seguire i movementi degli avversari.
Yamamoto - Gioca nella posizione di difensore, benché non lo si veda spesso in azione (non quanto Shuno e Wanabe che sono più ardimentosi) è comunque un bravo giocatore, infatti se la cava bene nello scontro individuale quando gioca in difesa.
Noguchi - È il portiere, possiede molto talento, infatti le sue parate sono decise, inoltre ha un temperamento combattivo, preferisce una tattica basata sul lavoro dei difensori in area di rigore in modo che essi impediscano agli attaccanti rivali di sfruttare le aperture.
Tachi - È l'allenatore della squadra, segue le partite con entusiasmo, predilige un gioco aggressivo finalizzato allo scopo di non lasciare scampo agli avversari sfruttando una difesa a tutto campo. Ciò che più apprezza è quando vede nei suoi giocatori il desiderio di migliorarsi e superare i loro limiti.

### Akagi Chuuo
Noa Fujiwara - È il capitano della squadra di calcio del liceo Akagi Chuuo, la più forte della prefettura di Gunma, gioca nella nazionale Under-17. Fondamentalmente è un ragazzo gentile, socievole nonché esuberante, ma quando gioca diventa cinico e spietato, non esita a usare interventi al limite del lecito (anche a costo di conquistare un'ammonizione) o a simulare il fallo, tra l'altro quando vede un avversario particolarmente forte non resiste al desiderio di volerlo distruggere. La sua tattica consiste nel cercare contro il suo rivale lo scontro fisico ogni volta che ha l'opportunità di affrontarlo fino a sfiancarlo, ciò che più ama è vedere la rabbia nei suoi avversari quando li sottomette. Il suo istinto e la sua velocità lo rendono forte sia in attacco che in difesa, inoltre anche quando è marcato riesce a eseguire degli ottimi passaggi, tra l'altro ha un eccezionale stacco aereo, infatti la sua arma migliore è il suo tiro di testa. Va molto orgoglioso del suo corpo, al punto da essere un fanatico della depilazione.
Tatsuro Soga - È il giocatore più forte della squadra insieme a Noa, ma il loro modo di giocare è totalmente diverso: Soga preferisce evitare completamente il contatto diretto con l'avversario, tanto che quando riceve palla tenta subito il tiro per evitare di confrontarsi fisicamente con i difensori, il suo tocco di palla è semplice ed elegante. Tiene molto all'igiene, tanto che durante la partita preferisce evitare di toccare i suoi compagni di squadra dato che odia il sudore. È sempre di cattivo umore, al punto che, anche quando segna una rete, non esulta mai.
Kita - Gioca come punta, la sua specialità consiste nel ricevere i passaggi, anche in situazioni difficili, infatti è talmente abile che riesce comodamente a intercettare anche i passaggi più veloci, oltre a ciò vanta anche una buona resistenza fisica, riuscendo a resistere persino a una doppia marcatura senza affanno.
Takahashi - Il suo ruolo è quello di difensore, all'occorrenza si proprone anche per cercare la rete spingendosi in attacco, tuttavia non è un giocatore di grandi capacità, infatti sia in attacco che in difesa il suo gioco è prevedibile e quindi non è un atleta temibile.
Ogata - È un centrocampista, sa come creare opportunità sul versante offensivo aiutando i suoi compagni quando fanno pressione in attacco, specialmente quando gli attaccanti aumentano di numero in area di rigore avversaria, infatti Ogata è abile nell'eseguire passaggi lunghi.
Saiga - Gioca come difensore, è un buon giocatore, a quanto pare è quello che viene sempre scelto per la rimessa dalla linea laterale, il suo gioco non si limita solo alla posizione in difesa, anche in attacco sa rendersi utile, infatti è astuto ed è bravo nel cross.
Nobara - È uno dei difensori, cerca di giocare mantenendo la calma e la concentrazione, è piuttosto riflessivo, la sua tattica di gioco non prevede di fermare l'attaccante avversario quanto invece marcarlo anche solo per pochi secondi, così da rallentare la sua corsa in modo che i suoi compagni abbiano il tempo di rafforzare il blocco in fidesa.
Okura - Gioca nel ruolo di centrocampista, le sue qualità come giocatore non sono molto ben esplorate in quanto pare non dare molto aiuto nel costruire il gioco, è un calciatore che partecipa poco in partita non essendo molto aggressivo.
Shuno - Gioca in difesa, le sue abilità in difesa sono decisamente modeste, infatti non è un giocatore che possiede un alto livello effettivamente per lui sembra difficile stare dietro ai suoi avversari specialmente quando ricorrono a un gioco veloce.
Aoki - Gioca come centrocampista, è piuttosto scaltro ma non è un calciatore che possiede abilità particolari, come quasi tutti i giocatori della squadra partecipa poco al gioco dato che gli schemi dell'Akagi Chuuo si basano principalmente sulla forza di Noa.
Matsuzaki - È il portiere, come estremo difensore non dimostra di possedere buone qualità difensive, infatti sembra necessitare costantemente dell'aiuto dei suoi compagni per evitare di farsi cogliere impreparato quando la squadra avversaria attacca con forza. Ha un carattere umile.
Yubata - È l'allenatore della squadra, è un uomo calmo e gentile, tuttavia si arrabbia con facilità con Noa, non manca mai occasione per sgridarlo dato che trova insopportabili i suoi atteggiamenti immaturi, pur ritenendolo un valido atleta. Lui e Kurobe si conoscono da tempo, tra i due c'è un rapporto di stima e rispetto.

### Minami
Matsuda - È il capitano della squadra di calcio del liceo Minami, la più forte della prefettura di Fukuoka, gioca come difensore, benché sia lui il capitano, è Sawamura il giocatore più forte della squadra, Matsuda è determinato e ha forza di carattere, pur non avendo lo stesso carisma di Sawamura, tra l'altro Matsuda trova un po' fastidioso il suo carattere fin troppo umile e servile.
Daido Sawamura - Giocatore di grande talento, possiede velocità oltre che dei muscoli molto flessibili, riesce a calciare con grande potenza. Pur essendo molto forte, ciò che lo differenzia totalmente da Ryuu è che Sawamura non è un prodigio del calcio, quando si è iscritto al liceo era un calciatore di basso profilo, ha dovuto allenarsi per raggiungere il suo eccezionale livello di preparazione. È alto 185 cm, ai tempi delle scuole medie era notevolmente più basso, infatti è cresciuto di 20 cm in un solo anno. Non è una persona arrogante, inoltre è molto esigente nei propri confronti, non tollera di commettere errori.
Kazama Kyosuke - Giocatore talentuoso, riesce con facilità a saltare l'uomo vantando un buon controllo di palla, lui e Sawamura sono buoni amici. Ha un carattere esuberante e puerile, tanto che si diverte a stuzzicare i suoi avversari, tuttavia all'occorrenza sa comportarsi in maniera seria.
Seiya Nabeshima - È il miglior centrocampista della squadra insieme a Kyosuke, entrambi sono bravi a controllare il gioco sapendo far girare la palla, come afferma Kovač ciò che rende temibile l'attacco del Minami è la capacità di Nabeshima e di Kyosuke di prevalere nell'uno-contro-uno. Ha un carattere più maturo se paragonato a quello infantule di Kyosuke, sul volto ha sempre un sorriso soddisfatto.
Daiki Furata - È una punta, abile sia nel proteggere la palla che nei passaggi, effettivamente lui, Shinjo e Sawamura sono gli attaccanti principali del Minami in quanto bravi nel saper costruire azioni da gol. Quando la squadra avversaria si rivela forte tende a innervosirsi.
Rikuto Shinjo - È un attaccante, probabilmente è il migliore in squadra dopo Sawamura in quanto sembra l'unico oltre a lui che si impegna per realizzare direttamente il gol pur non essendo abile come Sawamura nell'imporsi sotto porta, ha un tiro molto potente che però non sa usare al meglio.
Ahimara - Sa come dedurre le intenzioni dei suoi rivali, infatti prima di avviare un'azione da gioco preferisce valutare con attenzione il modo in cui il suo avversario reagirebbe, aiuta la squadra sia marcando i giocatori oltre che affrontandoli nella contesa della palla.
Iwamoto - Giocatore grintoso e deciso, è un difensore che sfrutta bene la velocità di corsa, questo gli torna utile per ostacolare gli attaccanti anche quando si allargano sfruttando i passaggi lunghi, in modo da bloccare l'avversario nell'istante stesso in cui riceve palla.
Saito - In partia il suo gioco si focalizza principalmente nell'esercitare una stringente marcatura contro gli avversari, infatti si impegna mettendo in difficoltà i giocatori attaccanti facendo un forte pressing, sia in area di rigore ma anche a centrocampo.
Yabe - Gioca nel ruolo di difensore, sul piano individuale non possiede una grande tecnica di gioco, infatti si limita a bloccare l'avanzamento dell'attacco avversario facendo gruppo con gli altri difensori in modo da chiudere gli spazi, lui, Matsuda e Saito rapprensentano una forte linea difensiva.
Tomiyasu - È il portiere, reagisce con velocità all'attacco avversario, anche se in verità questa sua caratteristica gli torna più utile quando esce di porta affrontando il rivale nello scontro diretto, nel parare direttamente i tiri in porta invece la sua tecnica è decisamente carente.

## Manga
L'opera, scritta e disegnata da Motoyuki Tanaka, inizia la pubblicazione sul Weekly Shōnen Sunday di Shōgakukan il 26 gennaio 2011. A partire dal 17 giugno dello stesso anno, il manga viene raccolto in volumi tankōbon, 43 in tutto ad aprile 2021.

### Volumi
| Nº | Data di prima pubblicazione | Data di prima pubblicazione | Data di prima pubblicazione |
| Nº | Giapponese                  | Giapponese                  |                             |
| -- | --------------------------- | --------------------------- | --------------------------- |
| 1  | 17 giugno 2011              | ISBN 978-4-09-123005-8      |                             |
| 2  | 16 settembre 2011           | ISBN 978-4-09-123248-9      |                             |
| 3  | 18 novembre 2011            | ISBN 978-4-09-123370-7      |                             |
| 4  | 17 febbraio 2012            | ISBN 978-4-09-123545-9      |                             |
| 5  | 18 maggio 2012              | ISBN 978-4-09-123658-6      |                             |
| 6  | 18 luglio 2012              | ISBN 978-4-09-123773-6      |                             |
| 7  | 18 ottobre 2012             | ISBN 978-4-09-123895-5      |                             |
| 8  | 18 dicembre 2012            | ISBN 978-4-09-123895-5      |                             |
| 9  | 18 marzo 2013               | ISBN 978-4-09-124199-3      |                             |
| 10 | 18 giugno 2013              | ISBN 978-4-09-124317-1      |                             |
| 11 | 18 settembre 2013           | ISBN 978-4-09-124380-5      |                             |
| 12 | 18 novembre 2013            | ISBN 978-4-09-124492-5      |                             |
| 13 | 18 febbraio 2014            | ISBN 978-4-09-124560-1      |                             |
| 14 | 16 maggio 2014              | ISBN 978-4-09-124641-7      |                             |
| 15 | 18 giugno 2014              | ISBN 978-4-09-124739-1      |                             |
| 16 | 18 settembre 2014           | ISBN 978-4-09-125100-8      |                             |
| 17 | 18 dicembre 2014            | ISBN 978-4-09-125395-8      |                             |
| 18 | 18 marzo 2015               | ISBN 978-4-09-125630-0      |                             |
| 19 | 18 maggio 2015              | ISBN 978-4-09-125834-2      |                             |
| 20 | 18 agosto 2015              | ISBN 978-4-09-126205-9      |                             |
| 21 | 18 novembre 2015            | ISBN 978-4-09-126491-6      |                             |
| 22 | 18 febbraio 2016            | ISBN 978-4-09-126779-5      |                             |
| 23 | 18 maggio 2016              | ISBN 978-4-09-127138-9      |                             |
| 24 | 18 agosto 2016              | ISBN 978-4-09-127327-7      |                             |
| 25 | 18 novembre 2016            | ISBN 978-4-09-127416-8      |                             |
| 26 | 17 febbraio 2017            | ISBN 978-4-09-127500-4      |                             |
| 27 | 18 maggio 2017              | ISBN 978-4-09-127569-1      |                             |
| 28 | 18 agosto 2017              | ISBN 978-4-09-127678-0      |                             |
| 29 | 17 novembre 2017            | ISBN 978-4-09-127869-2      |                             |
| 30 | 16 febbraio 2018            | ISBN 978-4-09-128084-8      |                             |
| 31 | 18 maggio 2018              | ISBN 978-4-09-128248-4      |                             |
| 32 | 17 agosto 2018              | ISBN 978-4-09-128350-4      |                             |
| 33 | 16 novembre 2018            | ISBN 978-4-09-128576-8      |                             |
| 34 | 18 febbraio 2019            | ISBN 978-4-09-128878-3      |                             |
| 35 | 17 maggio 2019              | ISBN 978-4-09-129150-9      |                             |
| 36 | 16 agosto 2019              | ISBN 978-4-09-129319-0      |                             |
| 37 | 18 novembre 2019            | ISBN 978-4-09-129444-9      |                             |
| 38 | 18 febbraio 2020            | ISBN 978-4-09-129559-0      |                             |
| 39 | 18 maggio 2020              | ISBN 978-4-09-850076-5      |                             |
| 40 | 17 luglio 2020              | ISBN 978-4-09-850160-1      |                             |
| 41 | 18 settembre 2020           | ISBN 978-4-09-850175-5      |                             |
| 42 | 18 gennaio 2021             | ISBN 978-4-09-850381-0      |                             |
| 43 | 16 aprile 2021              | ISBN 978-4-09-850516-6      |                             |